# Ophiostoma rostrocoronatum
Ophiostoma rostrocoronatum är en svampart som först beskrevs av R.W. Davidson & Eslyn, och fick sitt nu gällande namn av de Hoog & R.J. Scheff. 1984. Ophiostoma rostrocoronatum ingår i släktet Ophiostoma och familjen Ophiostomataceae.   Inga underarter finns listade i Catalogue of Life.